# Charles Scott Sherrington
Sir Charles Scott Sherrington (London, 27. studenog 1857. – Eastbourne, 4. ožujka 1952.), britanski je znanstvenik poznat po svojim doprinosima fiziologiji i neuroznanosti. 
1932.g. podijelio je Nobelovu nagradu s Edgarom Douglasom Adrianom za otkrića povezana s funkcijom neurona.

## Istaživanja
Sherrington je koristio reflekse leđne moždine kao način ispitivanja osnovnih svojstava neurona i živačnog sustava. Ti eskperimenti doveli su ga do zaključka da za svaku živčanu aktivnost mišića, potoji odgovarajuća inhibicija suprotnog mišića (Sherringtonov zakon recipročne inervacije).
Također je poznat po svome istraživanje sinapse, nazivu kojeg je on smislio za tada teoretsko mjesto spoja dva neurona. Sherrington se još bavio istraživanjem propriocepcije i živčane kontrole uspravnog držanja tijela.
Uz svoje istraživanje živčanog sustava, Sherrington se bavio i drugim medicinskim problemima toga vremena. 1885.g. otišao je u Španjolsku istraživati izbijanje zaraze kolerom (znanje i tehnike bakteriologije i histologije naučio je od Roberta Kocha dok je istraživao izbijanje kolere u Berlinu).

## Vanjske poveznice
- (engl.)Nobelova nagrada - životopis